# Ismael Ledesma
Ismael Ledesma (Lambaré, Paraguay, 1962) es un arpista paraguayo con 40 años de trayectoria.
Es hijo de artistas, su padre Raimundo Ledesma y su madre Luisa Ysabel Lucena. Aprendió las primeras notas en el arpa con su padre a la edad de cinco años. Su primera presentación en público fue en un festival escolar en la ciudad de Fernando de la Mora (Paraguay) a los seis años. Obtuvo su primer premio en el género interpretación, a la edad de 12 años, en un festival folclórico organizado por la embajada de Chile en Paraguay.
Su carrera como músico comenzó con el grupo de su madre “Los Madrigales”, se presentó en diversos locales nocturnos de la ciudad de Asunción y en eventos privados. Al terminar sus estudios secundarios Ismael fue invitado a Francia por su tío el músico Kike Lucena, quien ya se encontraba viviendo en París desde los años setenta. Ismael tomó la decisión de viajar a Paris en 1982 para integrarse al circuito latino-americano parisino. 
Compartió escenario con varios artistas paraguayos residentes en Francia como Papi Echeverría, Juan Portillo, Lito Benítez, Johnny Cabrera, Pedro Fernández, Alberto Jara y más.

## Colaboración en escena con otros grupos
1. "Latino Show"
2. "Los diablos del Paraguay"
3. "Los Guayaquies"
4. "América Latina con alegría y fuego" de Queta Rivero bajo la dirección musical del maestro Cato Caballero
5. "Perú Andino"
6. "Hubert Félix Thiefaine"
7. "Johnny Clegg"
8. "Dremmwel"
9. "l'Arpeggiata"
10. “Los tres amigos paraguayos” de Julio D. Rojas

## Estudios
Además de sus actividades artísticas, Ismael incrementó sus estudios sobre Lengua y Civilización francesa en la Universidad de la Sorbona en París. Pero no dejó de lado su preparación en el área de la musical, siguió capacitándose en el Conservatorio International de música de Paris “Alfred de Vigny” Su primer concierto como solista fue en París en el teatro Du Marais.
En 1985, luego de formar parte de diferentes grupos tomó la decisión de continuar su carrera como solista. 
Ismael decidió que interpretaría sus propias creaciones en los conciertos, algo que fue considerado muy riesgoso, teniendo en cuenta que en aquel entonces, la música latina era considerada música exótica y solo se lo representaba como música folklórica.
Ismael quiso romper con esa imagen y se propuso comenzar una nueva etapa para la música latinoamericana mostrando abiertamente sus ideas e interpretando exclusivamente sus propias composiciones. 
Ismael ha editado 23 discos con diferentes productoras francesas, Alemanas, Suizas y Paraguayas. Ha actuado en diversos escenarios alrededor del mundo, entre ellos ha estado en Japón, México, Estados Unidos, Turquía, Egipto, Jordania, así también en los países europeos, como España, Luxemburgo, Bélgica, Portugal, Alemania, Italia, Reino Unido y lógicamente en Francia en donde se ha presentado en los escenarios más famosos de ese país, como el “Olympia de Paris” en 1999, “La Cité de La musique” el mismo año; “Casino de Paris”, “El Bataclan” y “El Grand Rex”. 
Su último material “Balade Magique” fue lanzado en febrero del 2018. El disco contiene obras propias e inéditas de Ismael creadas exclusivamente para este álbum.  

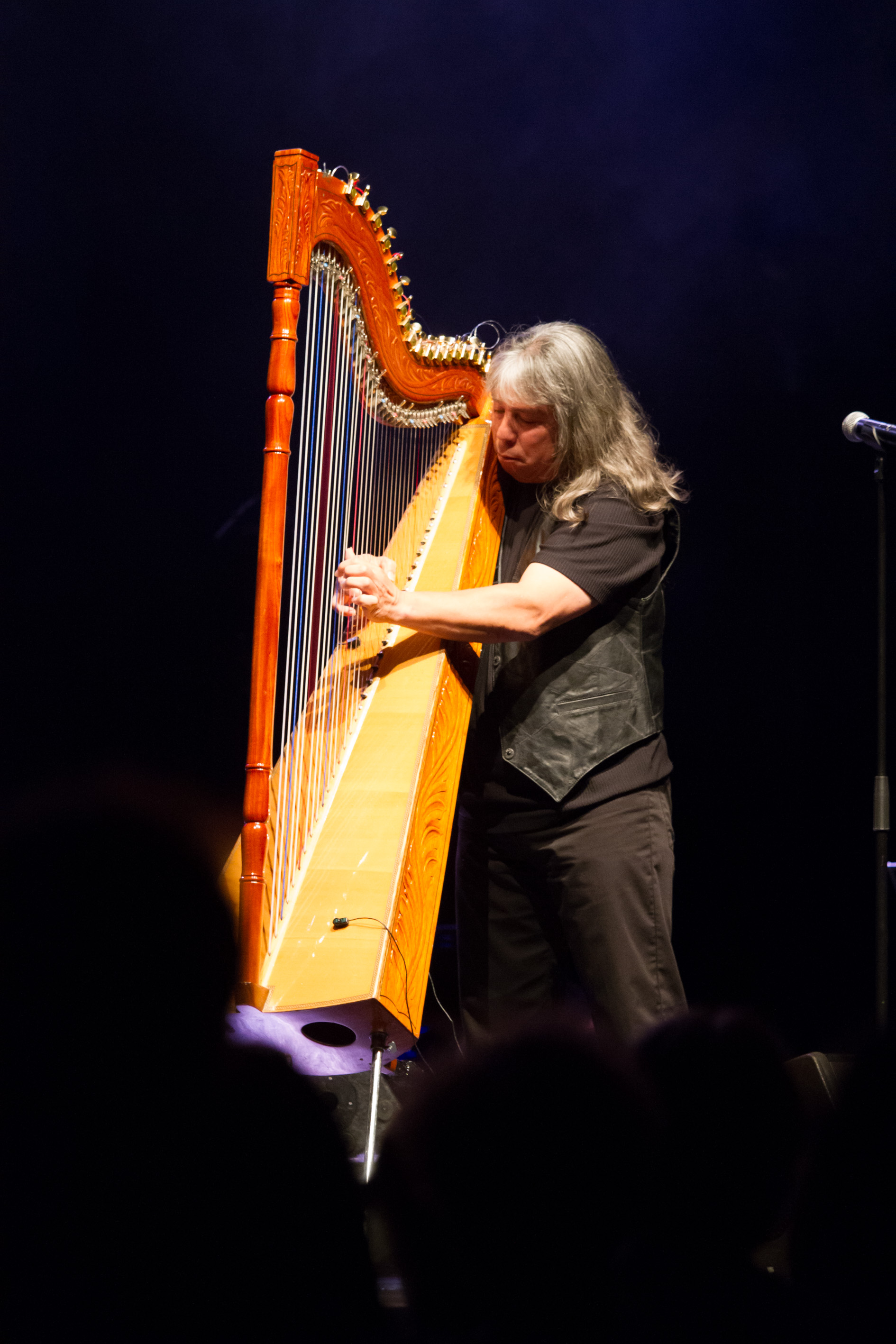
Festival de Londearneau -Bretaña- Francia 2013

Colaboró en la discografía de los siguientes grupos:
1. "América latina con alegría y fuego"
2. "Perú Andino"
3. "Los Koyas"
4. "Flor del Fango" ex Mano Negra
5. "L'arpeggiata"

Participó en los más importantes festivales internacionales de arpa:
1. "World Harp Congress" (Praga, República Checa)
2. "International Stamford harp festival" (Inglaterra)
3. "Harfentreffen" (Alemania)
4. "Bruxelles harp Festival" (Bélgica)
5. "Latinoamericando" Milano (Italia)
6. "Rencontre Internationales des harpes de Dinan" (Francia)
7. "Seduced by harp International harp Festival" (Bélgica)
8. "Sentmenat harp festival" Barcelona” (España)
9. Gargilesse harp festival" (Francia)
10. "Taggia harp festival" (Italia)
11. "Bardonnechia harp festival" (Italia)
12. "Encuentro internacional de arpas de Durango" (México)
13. "Festival Mundial del arpa en Paraguay" (Paraguay)
14. "Festival Mihsquila de arpas" Santiago del Estero" (Argentina)
15. "Whashington harp festival" (Estados Unidos)
16. "Arpegios de Primavera" (Tokyo - Japón)
17. "Harp on Wigth Festival" (Inglaterra)
18. "Achill International harp Festival" (Irlanda)
19. "Festival de Cornouailles" (Francia)
20. "Symposium Internacional de harpe de Dijon" (Francia)

Ismael no olvida sus raíces, y va regularmente a Paraguay, donde lleva a cabo recitales en reconocidos lugares como el “Centro Paraguayo Japonés”, el “Banco Central del Paraguay”, la “Sala Moliére de la Alianza Francesa” y el Teatro Municipal “Ignacio A Pane”. Entre los grandes eventos en los que ha participado en su país, se encuentran el “Festival Paraguaype” y el “Festival Mundial del arpa”.
El senado francés lo distinguió como Personalidad de América Latina en Francia, y el ministerio de turismo paraguayo le brindo el título de Embajador del Arpa paraguaya.
Con el formato "YSANDO" interpreta canciones junto a los músicos Andrea González en el violín y Orlando Rojas en la guitarra. Ha lanzado 2 discos con el grupo, "Alma Latina" y "Baile de las cuerdas”. 
YSANDO EN LA UNESCO
Los músicos que conforman el grupo Ysando fueron invitados para brindar un show en la sala principal de la UNESCO en Paris, el 17 de mayo de 2018, para conmemorar los 207 años de independencia del Paraguay.
El grupo interpretó piezas exclusivamente preparadas para esta celebración, basadas en la música paraguaya. Ejecutaron temas de compositores nacionales como Demetrio Ortiz y José Asunción Flores entre otros. Además "Ysando" propone su propio repertorio que le caracteriza, con extractos de sus discos “Alma Latina” y "Baile de las cuerdas”.